# Ciężar nieważkości
Ciężar nieważkości – polski film dokumentalny z 1997 roku w reżyserii Macieja Odolińskiego. Zdjęcia do filmu wykonywano w Warszawie, we wsi Bieliny, i w Gwiezdnym Miasteczku - Centrum Szkolenia Kosmonautów im. Jurija Gagarina (Rosja).
W filmie wykorzystano materiały archiwalne TAI, WF „Czołówka”, NASA, ESA, oraz materiały archiwalne Mirosława Hermaszewskiego.

## Treść
Film przedstawia kulisy wyboru kandydata oraz przebiegu lotu w kosmos pierwszego Polaka, Mirosława Hermaszewskiego.
"W 1978 roku w ramach programu Interkosmos Mirosław Hermaszewski odbył lot kosmiczny na radzieckim statku Sojuz-30. Osiem dni spędzonych na orbicie wraz z towarzyszami radzieckimi miało być symbolem współpracy i przyjaźni PRL i ZSRR. Rzeczywista wartość lotu i prawdziwe odczucia Hermaszewskiego nie były ważne. Wkrótce Hermaszewski stał się niewolnikiem socjalistycznej propagandy sukcesu. Po 20 latach funkcjonowania w mediach fałszywych informacji (zmieniony życiorys, udział we WRON, rzekome zabicie człowieka na polowaniu) Mirosław Hermaszewski po raz pierwszy ujawnia całą prawdę o tych wydarzeniach...” - opis autora.
Rzeczpospolita: „Film przedstawia nowe, prawdziwe spojrzenie na wydarzenia z 1978 roku"

## W filmie udział biorą
- Mirosław Hermaszewski – bohater filmu
- Piotr Klimuk – kosmonauta
- Aleksiej Leonow – kosmonauta
- Jan Rychlewski
- Janusz Zieliński
- Zbigniew Gierowski
- Tadeusz Kuziora
- Andrzej Bugała
- Ryszard Badowski
- Andrzej Skoczylas
- Emilia Hermaszewska
- Emilka Hermaszewska